# 켈피

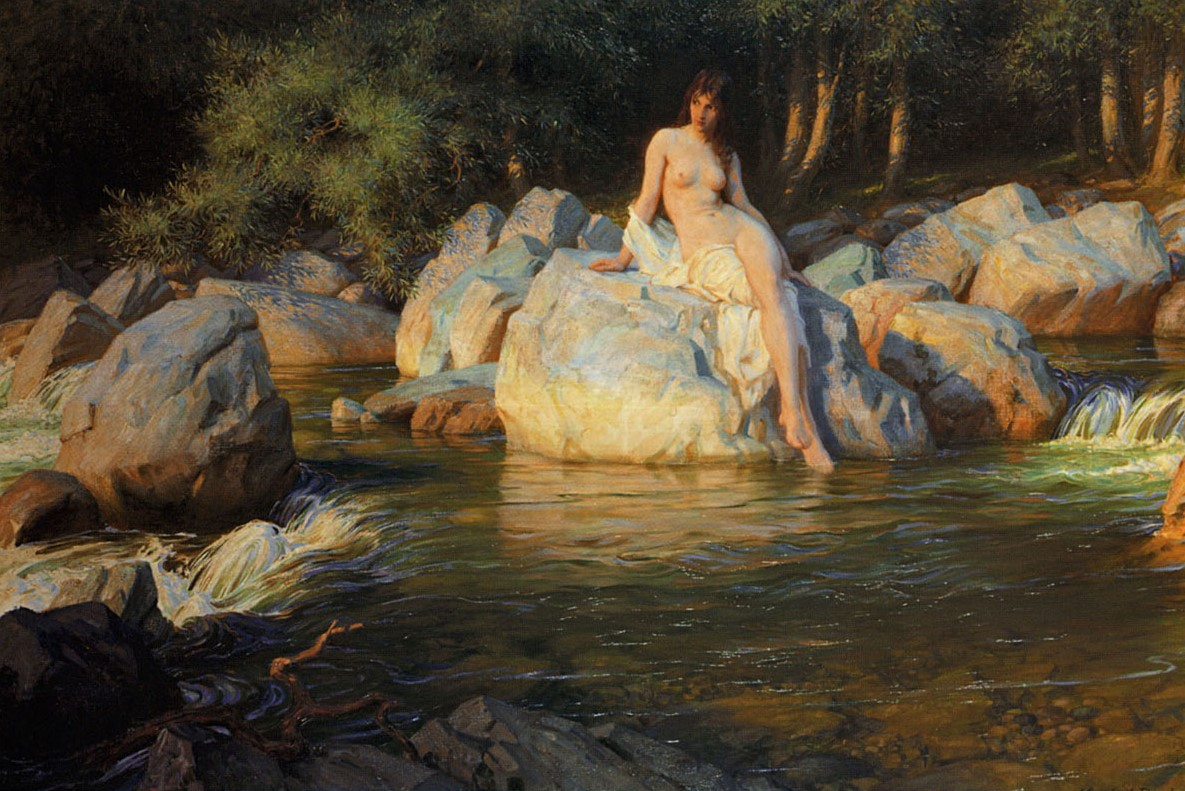
허버트 제임스 드레이퍼, 《켈피》 1913년 그림.

켈피(스코트어: Each-Uisge, 영어: kelpie, water kelpie)는 스코틀랜드의 호소에 사는 변신 능력이 있는 물귀신이다. 보통 말의 형상을 하고 있다고 하나 사람의 모습을 할 수도 있다. 일부 기록에서는 켈피가 사람으로 변신했을 때 발굽이 남아있다고 하는데 이는 1786년 로버트 번스의 시 〈악마 전상서〉에서 그랬듯 켈피를 사탄과 결부시키는 기독교적 암시를 품고 있다. "켈피"라는 말은 특정 환상종보다는 마치 물귀신 전체를 가리키는 대명사처럼 사용되기도 한다.
스코틀랜드의 웬만한 물줄기는 모두 켈피 전설이 있지만, 특히 유명한 것은 네스호이다. 켈피 목격담은 게르만의 닉세나 노르드의 베카헤스트 목격담과 일치하는 바가 많다. 광범위하게는 중앙아메리카의 위휜, 오스트레일리아의 부니입도 이에 대응하는 존재라고 볼 수 있다. 사악한 물말에 관한 전설은 태고적 물의 신에게 바쳐진 인신공양에서 비롯된 것으로 추측되지만, 켈피에 관한 서사는 어린 아이들이 위험한 물가에 접근하는 것을 막고 젊은이들에게는 매력적인 낯선 이를 주의하라는 경고를 주는 실용적 기능도 수행하고 있다.
켈피는 문학 및 예술 작품에서 다양한 모습으로 연출된다.

## 어원

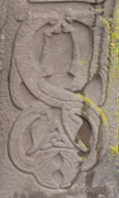
아베를렘노 교회 석십자가에 새겨진 말의 머리를 가진 존재.

스코트어 낱말 "켈피"(kelpie)의 어원은 불확실하다. 다만 게일어 단어 "칼파"(calpa) 또는 "칼페크"(cailpeach)에서 유래되었을 가능성이 있는데, 이는 각각 "암송아지", "수망아지"를 뜻한다. "켈피"라는 낱말을 전설의 존재를 가리키는 의미로 처음 사용한 용례는 윌리엄 콜린스가 1759년에 쓴 송가 원고에서 찾을 수 있는데, 이때는 철자가 kaelpie였다. 그리고 1788년 에든버러 왕립학회에서 재차 사용되었다. 《고대 스코트어 사전》에 따르면 1674년 커쿠브리의 지역자치 기록에 "켈피 홀"(Kelpie hoall), "켈피 훌"(Kelpie hooll) 같은 지명이 나타난다.

## 전승의 상세

### 묘사와 일반적 특징
역사학자이자 온라인 어원 사전의 창립자인 더글러스 하퍼는 "켈피"를 "말의 형상을 한 악령의 저지대 이름"으로 정의한다. 켈피는 스코틀랜드 민담에서 가장 흔한 물귀신이지만, 켈피라는 이름으로 불리는 물귀신의 형상은 각지의 전승마다 제각각이다. 19세기 후반에 민담의 구술 작업이 시작되었을 때, 기록자들마다 철자가 불일치하고 기록하는 단어를 영어화시키곤 했기 때문에 동일한 존재를 가리키는 여러 개의 다른 이름이 기록되기도 했다.
켈피의 서식지에 대해서도 사람들마다 의견이 다르다. 19세기의 존 그레고르슨 캠벨과 20세기의 루이스 스펜스, 캐서린 메리 브릭스는 켈피를 강가에 사는 물귀신으로 정의하면서, 호수에 사는 켈트의 물말(에흐으시커)와는 구분했다. 그러나 이러한 구분은 보편적으로 받아들여지는 것은 아니다. 예컨대 월터 스콧은 켈피의 서식지는 강뿐 아니라 호소까지 넓게 잡아야 한다고 주장했다. 매킬럽(Mackillop)의 사전에서는 “처음에는 … 시냇물에 산다고 여겨졌으나, 나중에는 모든 물 속에 산다고 여겨졌다”고 서술하여 양자의 불일치를 조정하고 있다. 한 주석자는 켈트의 에흐으시커가 "일반적인 번역 관습"에 따라 영어 기록에서 "켈피"라고 번역됨에 따라 켈피가 에흐이시커처럼 호소에 산다고 여겨지게 되었다는 논리를 편다.
또 다른 이들은 다양한 환상종들을 "켈피"라는 단어로 서술한다. 스코틀랜드의 다른 지역에도 켈피와 유사한 것들이 있는데 예컨대 셰틀랜드의 슈필티(shoopiltee)와 너글(nuggle), 오크니의 탄기가 그러하다. 영국 전체로 보면 웨일스의 케필 두르와 맨섬의 카벌 우시터가 켈피와 유사하다. 게르만의 닉세, 스칸디나비아의 베카헤스트에게서도 유사성이 발견된다. 닉 미들턴은 “스코틀랜드 전승의 켈피는 [스칸디나비아 전승의] 베카헤스텐[원문 그대로임]과 정확한 병행 관계에 있다”고 본다. 중앙아메리카의 위휜과 오스트레일리아의 부니입처럼 유럽 바깥의 세상에도 비슷한 것들이 전승되고 있다.
전설의 켈피는 일반적으로 힘세고 아름다운 검은 말의 모습으로 묘사되며, 스코틀랜드의 강이나 내의 깊은 곳에 살면서 조우하는 인간들을 잡아먹는다. 켈피를 보통 말과 구분할 수 있는 가장 흔한 특징은 발굽이 거꾸로 달려 있다는 것이며, 이는 아이슬란드의 뉘쿠르와 공유되는 성질이다. 한편 애버딘셔의 전승에서는 말의 모습을 한 켈피는 갈기가 뱀으로 되어 있다고 하며, 스페이 강에 산다고 전승되는 말 모양 물귀신은 백마의 모습을 하고 있으며 노래를 불러 희생자가 자기 등에 타도록 유도할 수 있다고 한다.
켈피는 희생자를 물 속으로 끌고 가서 잡아먹고 물가에 내장만 던져놓는다. 말의 형태를 하고 있을 때 켈피는 몸의 길이를 늘려서 여러 명의 사람을 태워 물 속으로 가라앉을 수 있다. 켈피 이야기에서 흔히 나타나는 테마로 여러 명의 아이들이 켈피의 등에 올라탔고 아이 한 명만 물가에 남게 되는 것이 있다. 보통 그 아이는 어린 사내아이인데, 말을 쓰다듬으려 했다가 손이 말의 목에 들러붙어 버린다. 이야기에 따라 살아남기 위해 손가락 또는 손을 잘라내야 했다는 변형이 있다. 그 아이 한 명은 살아남지만 다른 아이들은 물 속으로 끌려가 익사했고, 나중에 아이들의 내장만 발견된다. 퍼스셔의 글렌 켈트니(Glen Keltney)에 사는 이 짐승을 20세기 민속학자 캐서린 메리 브릭스는 켈피라고 판단했지만, 역시 퍼스셔를 배경으로 하는 유사한 이야기에는 에흐으시커가 아이들을 잡아먹은 범인이고, 살아남은 사내아이에 관한 이야기에 윤색이 더해져 있다. 켈피가 범인으로 전해지는 서소의 전승에서는 아이가 손가락을 잘라냈다고 한다. 하일랜드의 수나르트에서 전승되는 같은 이야기에는 실종된 아이가 아홉 명이라고 구체적으로 묘사되고, 그 중 한 명의 내장만 발견되었다고 한다. 여기서도 살아남은 아이는 손가락을 잘라내서 살아났고, 그 아이의 주머니에 성경책이 들어 있었다는 군말이 덧붙어 있다. 그레고르슨 캠벨은 이 이야기의 짐승은 켈피보다는 에흐으시커일 것이라고 생각하며, 이 이야기가 “아이들이 주일에 싸돌아다니지 못하게 하려는 경건한 거짓말”이라고 한다.
켈피는 대개 홀로 활동하는 생물처럼 묘사되지만, 존 프랜시스 캠벨이 《서부 고지대의 유명한 이야기들》(Popular Tales of the West Highlands, 1860년) 채록한 동화에는 조금 다른 이야기를 하고 있다. 〈요정과 켈피의 다리〉(Of the Drocht na Vougha or Fuoah)라는 제목의 이 이야기에는 한 무리의 보가스들이 나온다. 이 정령들은 클러스 고르니히의 물을 매번 조가비를 타고 건너는 데 지친 나머지 물 위로 다리를 짓기로 한다. 그래서 만든 다리는 잔교와 교각이 황금으로 된 으리번쩍한 걸작이었다. 그런데 한 구경꾼이 이 작업을 위해 켈피들을 축복하자 다리가 물 속 유사에 휘말려 가라앉아 버렸다. 민속학회 회원이자 민답 수집가 샬럿 뎀스터가 채록한 민담에도 같은 이야기가 있다. 이쪽은 제목이 그냥 〈켈피의 다리〉(The Kelpie's Bridge, 1888년)이고 보가스나 푸어 같은 정령들은 등장하지 않는다. 작가이자 민속학자인 제니퍼 웨스트우드(Jennifer Westwood)는 같은 이야기를 인용하면서, “물 켈피(water kelpies)”라는 기술어를 사용했다. 그녀의 의견에 따르면 이 이야기를 비롯한 몇몇 이야기에서 켈피라는 말은 임프(못된 요정) 비슷한 무언가를 가리키는 막연한 뜻으로 사용되고 있다.
켈피와 보통 말이 교접하여 태어난 새끼는 절대 익사하지 않는다. 이렇게 태어난 혼혈 망아지는 귀가 보통 말보다 짧은 점으로 구분이 가능하다. 스코틀랜드 게일의 타르브으시커나 맨섬의 타루 우시테이(tarroo ushtey)도 보통 소와 교접하여 새끼를 낳을 수 있으며, 이렇게 태어난 혼혈 송아지는 익사하지 않으며 보통 송아지보다 귀가 짧다는 특징을 공유한다.

### 변신담

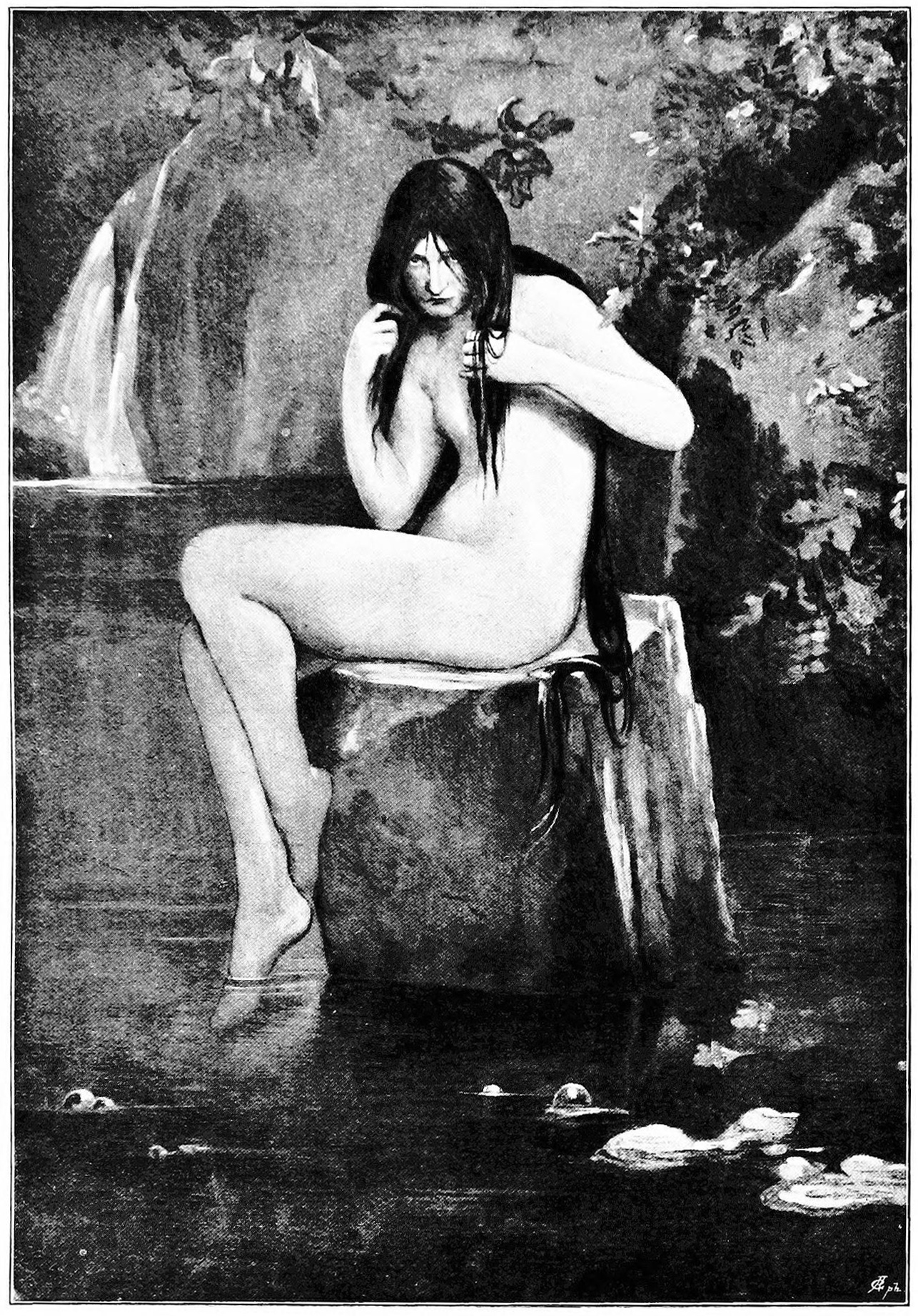
토머스 밀리 도우의 《켈피》 1895년 그림.

켈피는 말(馬)이 아닌 형태로 변신할 수 있는 능력이 있으며, 인간의 형태도 취할 수 있다. 인간으로 둔갑한 켈피는 머리카락에 물풀이 끼어 있는 점으로 그 정체를 알아볼 수 있다. 인간으로 둔갑한 켈피는 거의 예외없이 언제나 남성의 모습이라고 한다. 켈피가 여성의 모습으로 둔갑한 매우 드문 이야기 중 하나는 로스크로마티의 코논 집안(Conon House) 을 그 배경으로 하고 있다. 이 이야기에 따르면 “녹색 옷을 입은 키 큰 여자”가 “핼쑥하고 빈약한 얼굴로, 악의에 찬 비뚤어진 눈길”을 가졌다. 이 여자는 힘이 무지막지하게 세서 시냇물에서 뛰쳐나와 한 남자와 한 소년을 끌고 들어가 익사시켰다. 그레고르는 주름이 쪼글쪼글한 노인의 모습으로 둔갑한 켈피의 이야기를 한다. 한 노인이 다리 위에 앉아서 바지 한 벌을 기우고 있었다. 지나가던 지역민이 그를 켈피라고 생각하고 그 머리통을 후려쳤더니 노인은 말의 형태로 돌아가 근처 연못 속의 자기 소굴로 날쌔게 도망갔다. 다른 기록에서는 인간으로 둔갑한 켈피가 “거칠고 텁수룩 한 남자의 모습을 하고, 혼자 말 달리는 나그네의 뒤를 덮쳐 그를 깔아뭉개 죽인다”고도 하고, 또는 사람을 조각조각 찢어서 잡아먹는다고도 한다.
바라에서 전해지는 민담에서는 외로운 켈피 한 마리가 잘 생긴 젊은이로 변신해서 예쁜 소녀를 유혹해 아내로 삼으려고 한다. 그러나 소녀는 남자의 정체가 물귀신이라는 것을 알아채고 남자가 잠든 사이 그의 은목걸이(그 정체는 말의 굴레)를 벗겨 버렸다. 켈피는 그 즉시 말의 형태로 돌아갔고, 소녀는 말을 타고 아버지의 농장으로 돌아갔다. 농장에 끌려온 켈피는 1년 동안 부려먹혔다. 1년 뒤 소녀는 켈피를 타고 현자를 찾아가 상담을 한다. 현자는 켈피에게 은목걸이를 돌려주라고 한다. 그래서 돌려줬더니 켈피는 처음 만났던 그 잘생긴 남자로 돌아갔다. 현자는 켈피에게 켈피로 남을 것인지 필멸자인 인간이 될 것인지 선택하라고 한다. 그러자 켈피는 소녀에게 자기가 인간이 되면 자기 아내가 되어주겠냐고 묻는다. 소녀는 그러겠노라고 대답하고, 켈피는 인간이 되기로 하여 둘이는 결혼해서 살았다고 한다.

### 포획과 퇴치
켈피가 마구가 채워지지 않은 말의 형태로 나타날 경우, 십자가 낙인이 찍힌 고삐를 이용해 켈피를 잡을 수 있다. 마구를 채운 켈피는 힘이 세어서 커다란 연자방아를 돌리는 등의 중노동에 써먹을 수도 있다. 한 민담에서는 모르피(Morphie)의 한 지주가 켈피를 붙잡아서 돌로 성을 쌓게 시켰다. 일이 완료되자 지주는 켈피를 풀어줬는데, 켈피는 그간 자기가 당한 처우가 못마땅했는지 떠나면서 저주를 남기고 갔다. “Sair back and sair banes/ Drivin' the Laird o' Morphies's stanes,/ The Laird o' Morphie'll never thrive/ As lang's the kelpy is alive” 이 저주 탓에 지주의 집안은 대가 끊기게 되었다고 한다. 어떤 켈피는 마치 타라는 듯이 마구가 채워져 있고 때로는 안장이 올려져 있기도 하다. 그러나 그 모습을 보고 켈피에게 올라타면 켈피는 물 속으로 뛰어들어 기승자를 익사시킨다. 켈피가 이미 마구를 차고 있을 경우 그 마구를 제거하는 것으로써 구마가 이루어진다. 켈피에게서 벗겨낸 마구는 마법적 성질을 가지고 있어서, 사람한테 대고 휘두르면 그 사람을 말 또는 조랑말로 변신시킬 수 있다.
마치 늑대인간처럼, 어떤 켈피는 은제 탄환으로 쏘아 죽일 수도 있다고 한다. 그렇게 쏘아 죽인 켈피는 마치 해파리 같은 흐물흐물한 덩어리로 이루어져 있었다고 한다. 한 대장장이 가족이 여름 별장에 켈피가 계속 출몰하자 겁에 질렸는데, 대장장이가 “수북이 쌓인 목말더미 또는 그 비슷한 것”으로 켈피를 유인하여 불에 달군 무쇠 창 두 개를 켈피의 옆구리에 쑤셔박아 퇴치했다는 이야기도 있다.

## 네스 호의 켈피
어느 정도 크기가 되는 스코틀랜드의 수역들은 모두 켈피 이야기가 전해져 내려오지만, 그 중에서도 가장 유명한 것은 아마 네스호일 것이다. 네스 호에서 괴물을 봤다는 이야기는 6세기에 성자 콜룸바 히엔시스가 네스 호에서 괴물을 잡았다는 이야기까지 거슬러 올라간다. 19세기 초에는 자기 고삐와 안장을 얹은 켈피가 출몰해서 네스 호 호반과 숲 속을 돌아다녔다고 한다. 하이랜더 제임스 맥그리거(James MacGrigor)가 이 괴물을 급습하여 힘과 생명의 원천인 마구를 잘라내 버렸다. 마구가 없으면 켈피는 24시간 안에 죽어버린다. 말을 할 줄 알았던 켈피는 마구를 돌려받기 위해 맥그리거에게 수작을 부렸다. 맥그리거의 집까지 따라간 켈피는 맥그리거에게 집 현관 위에 붙은 십자가 때문에 자기 마구를 가지고는 집에 들어갈 수 없을 것이라고 말했다. 그러나 맥그리거는 그 말을 무시하고 마구를 창문으로 던져 넣어 버렸다. 결국 켈피는 죽을 운명을 받아들이고 맥그리거에게 저주를 남긴 뒤 떠나 버렸다. 이 이야기는 그 마구가 맥그리거 가문에 계속 전해 내려갔다는 식으로 영속되었다. 이를 “윌록스의 공과 굴레(영어: Willox's Ball and Bridle)”라고 했는데, 사람을 고칠 수 있는 마법적 힘이 있었다. 마구를 물 속에 넣고 “성부 성자 성령의 이름으로”라고 주문을 외우면 그 물이 치료약이 되었다고 한다.
오늘날 네스 호 괴물 이야기는 수장룡이 생존해 있다는 신비동물학 쪽 이야기가 훨씬 더 유명해져 있지만, 켈피 신화 역시 몰리 헌터의 〈켈피의 진주〉(1966년), 딕 킹스미스의 〈물말〉(1990년) 같은 동화책을 중심으로 여전히 구전되고 있다.

## 기원
민속학자 게리 R. 바너(Gary R. Varner)는 이 사람을 잡아먹는 물말에 대한 전설이 한때 물의 신들에게 사람을 산제물로 바쳤던 고대의 희생의식에 기반한 것이 아니겠냐는 해석을 내놓았다. 그에 따르면 말의 관련성은 고대 스칸디나비아에서 행해지던 마제에 그 뿌리를 두는 것이라 한다. 사악한 물귀신 이야기는 어린아이들이 위험한 물가에서 놀지 못하게 하고, 청소년기의 여아들에게 낯선 잘생긴 남자를 조심하라는 경고를 하는 실용적 기능도 갖고 있었다. 또한 켈피 이야기는 켈피가 주일(일요일)에 행해진 악행을 보복한다는 점에서 도덕적 규범을 강제하기 위한 것이기도 했다. 성인 아이를 막론하고 사람이 사고로 깊은 물이나 급류, 격류에 빠져 죽은 것을 물귀신의 조화로 돌리는 것은 충분히 사용될법한 합리화 수단이었다.
역사학자이자 상징학자 찰스 밀턴 스미스(Charles Milton Smith)는 옛 사람들이 스코틀랜드의 호소들 수면 위로 올라오는 용오름을 보고 마치 물 위를 살아 움직이는 것 같은 그 모습에 켈피를 상상한 것이라는 설을 제기한다. 월터 스콧 경도 서사시 〈호수의 귀부인〉에서 유사한 해석을 시사한다.
| 그는 회오리 소용돌이 끓어오르는 것을 보았다, 게서 나온 포말거품 아가씨들에 그 눈은 현혹되고, 보아라 강의 악령이 일어나는구나 | He watched the wheeling eddies boil, Jill from their foam his dazzled eyes Beheld the River Demon rise: |  |

 여기서 스콧은 “강의 악령(River Demon)”이라는 말로 켈피를 지칭하고 있다. 또한 스콧은 《래머무어의 신부》(1818년)에서 유사로 이루어진 텀벙 빠지는 구역을 “켈피의 흐름(Kelpie's Flow)”라고 부르기도 했다.

## 예술적 재현

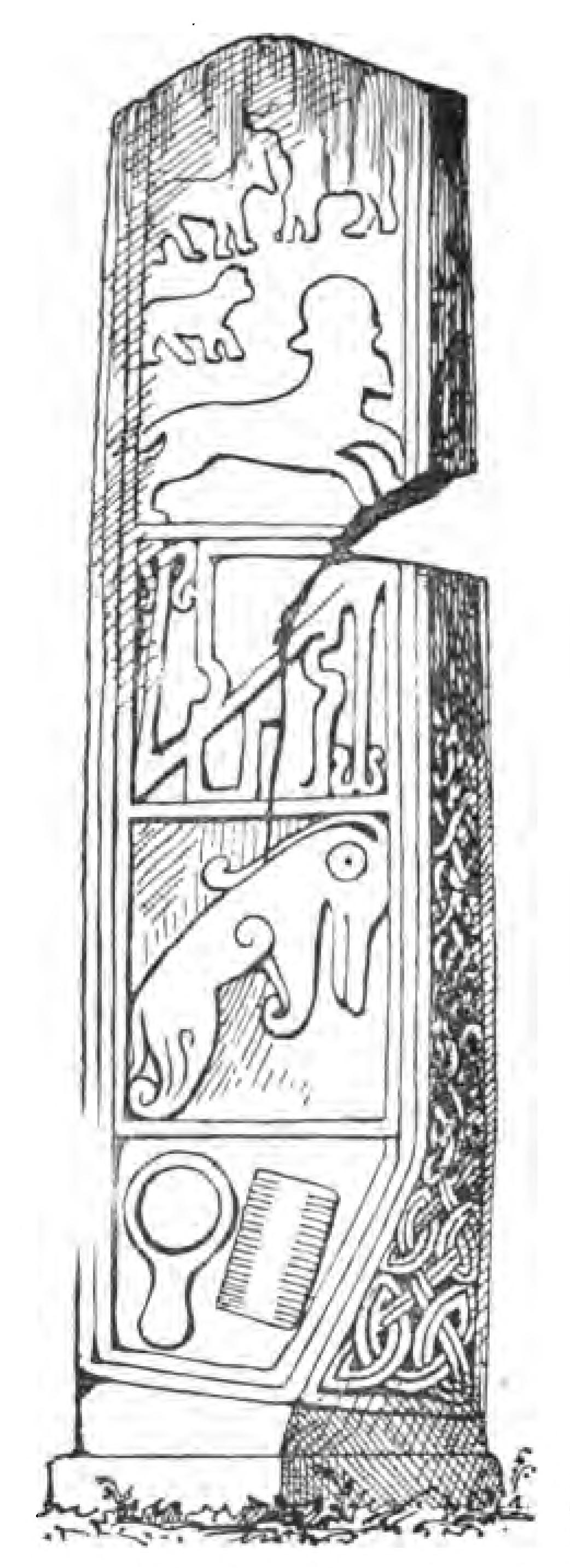
드럼두르노 석에 새겨진 픽트의 짐승.

6세기에서 9세기 사이의 픽트 돌들을 보면 픽트의 짐승이라고 알려진 동물이 조각되어 있다. 어쩌면 이것이 켈피 또는 켈피 비슷한 무엇을 표현한 최초의 물건일 수도 있다. 한편 허버트 제임스 드레이퍼의 1913년 캔버스에 유화는 켈피를 연못가에 앉은 여성으로 그렸다. 토머스 밀리 도우도 1895년 켈피를 바위 위에 앉은 검은 머리의 음침한 여자로 그린 스케치를 남겼다. 이렇듯 켈피를 여성으로 표현하는 것이 당대의 화가들 사이엔 유행했다. 민속학자 니콜라 보운(Nicola Bown)은 밀리 도우나 드레이퍼 같은 화가들은 켈피에 대한 과거 기록들을 무시하고 그 성질과 성별을 바꾸어 아예 재창조한 것이라고 말한다.

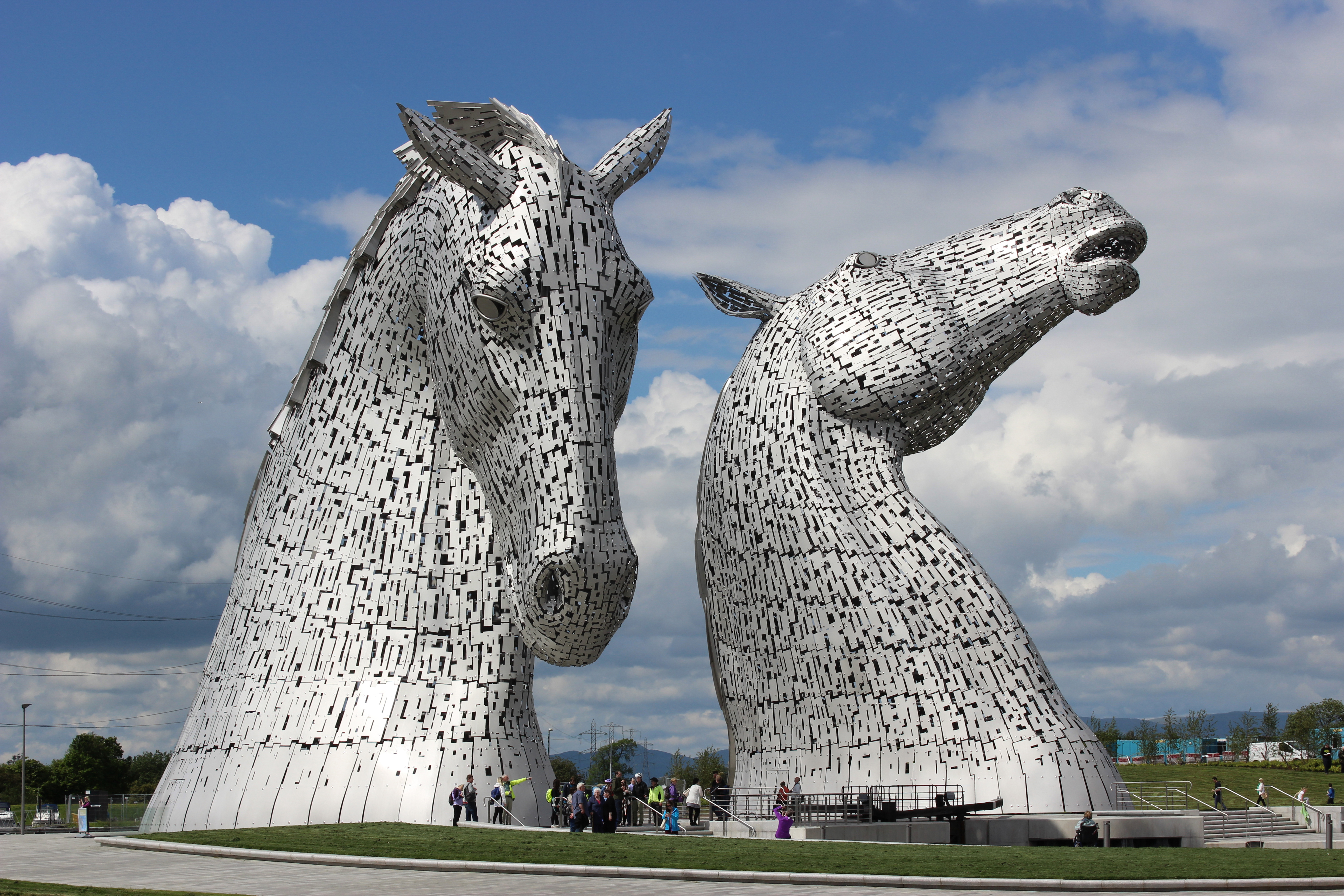
스코틀랜드 폴커크의 《켈피들》 조각

스코틀랜드 폴커크의 포스 앤드 클라이드 운하에는 《켈피들》이라는 이름의 높이 30 미터의 강철제 조각상이 세워져 있다. 이 작품의 설계자는 조각가 앤디 스콧으로, 그는 전설 속의 짐승의 이름을 빌어와 말의 힘과 참을성을 결부시키며 스코틀랜드의 마력(馬力)기반 산업에 대한 기념물로서 조각을 세웠다. 2013년 10월 공사가 완공되었고 2014년 4월 대중에 공개되었다.

## 같이 보기
- 물말
- 히포캄포스
- 에흐으시커
- 케필 두르
- 누켈라비
- 갓파
- 셀키

## 참고 자료
- Anonymous (1887), “Tales of the Water-Kelpie”, Celtic Magazine (Mackenzie) XII, 2007년 2월 28일에 원본 문서에서 보존된 문서
- Black, George F. (1893), “Scottish Charms and Amulets”, Proceedings of the Society of Antiquaries of Scotland 27
- Blind, Karl (1881), “Scottish, Shetlandic and Germanic Water Tales”, The Contemporary Review (Strahan) XL
- Bowman, Marion (2008), “Jennifer Westwood (1940–2008)”, Folklore 119, doi:10.1080/.U4If9y-7k7A
- Bown, Nicola (2001), Fairies in Nineteenth-Century Art and Literature, Cambridge University Press, ISBN 978-0-521-79315-5
- Buchan, David; Olson, Ian A. (1997), “Walter Gregor (1825–97): A Life and Preliminary Bibliography”, Folklore 108 – Questia Online Library 경유, (구독 필요)
- Campbell, Steuart (2002), The Loch Ness Monster: The Evidence, Birlinn  - Questia Online Library 경유 (구독 필요)
- Campbell, John Francis (1860), Popular Tales of the West Highlands I, Edmonston and Douglas
- Campbell, John Francis (1860a), Popular Tales of the West Highlands II, Edmonston and Douglas
- Carlyle, Alexander (1788), “An Ode on the Popular Superstitions of the Highlands. Written by the late William Collins”, Transactions of the Royal Society of Edinburgh I
- Chambers, Robert (1870), Popular Rhymes of Scotland, Chambers
- Dempster, Charlotte (1888), The Folk-Lore Journal VI
- Gath Whitley, Derek (1911), “Cornish Serpent Divinity of the Sea”, Records of the Past 10 (3–4)
- Graham, Patrick (1812) [1810], Sketches of Perthshire 2판, James Ballantyne and Co.
- Gregor, Walter (1881), Notes on the Folk Lore of North East Scotland, Elliot Stock
- Gregor, Walter (1883), The Folk-Lore Journal 1 (1)
- Gregorson Campbell, John (1900), Superstitions of the Highlands and Islands of Scotland, James MacLehose
- Gregorson Campbell, John (2008) [1990 & 1902],  Black, Ronald, 편집., The Gaelic Otherworld: Superstitions of the Highlands and the Islands and Witchcraft and Second Sight in the Highlands and Islands of Scotland, Birlinn, ISBN 978-1-84158-733-2
- Harmsworth, Tony (2010), Loch Ness, Nessie & Me, Createspace, ISBN 978-1-4563-8023-6
- Lamont-Brown, Raymond (1996), Scottish Folklore, Birlinn, ISBN 978-1-874744-58-0
- Martin, David (1902), The Glasgow School of Painting, George Bell & Sons
- Mackinlay, James M. (1893), Folklore Of Scottish Lochs And Springs, W. Hodge, ISBN 978-0-7661-8333-9
- McNeil, Heather (2001), The Celtic Breeze: Stories of the Otherworld from Scotland, Ireland, and Wales, Libraries Unlimited, ISBN 978-1-56308-778-3
- McPherson, Joseph McKenzie (1929), Primitive beliefs in the north-east of Scotland, Longmans, Green
- Middleton, Nick (2012), Rivers: A Very Short Introduction, Oxford University Press, ISBN 978-0-19-958867-1
- Milton Smith, Charles (2009), Our Spiritual Journey: The Language of Life, Dreamstairway Books, ISBN 978-1-907091-02-5
- Monaghan, Patricia (2009), The Encyclopedia of Celtic Mythology and Folklore, Infobase Publishing, ISBN 978-1-4381-1037-0
- Spence, Lewis (1999) [1945], The Magic Arts in Celtic Britain, Courier Dover Publications, ISBN 978-0-486-40447-9
- Stewart, William Grant (1823), The Popular Superstitions and Festive Amusements of the Highlanders of Scotland, A. Constable
- Varner, Gary R. (2007), Creatures in the Mist: Little People, Wild Men and Spirit Beings around the World: A Study in Comparative Mythology, Algora, ISBN 978-0-87586-545-4, 2014년 10월 24일에 원본 문서에서 보존된 문서, 2015년 3월 11일에 확인함 – Questia Online Library 경유, (구독 필요)
- Westwood, Jennifer; Kingshill, Sophia (2012), The Lore of Scotland: A Guide to Scottish Legends, Random House, ISBN 978-1-4090-6171-7

- Philippines Woman